# Варавва, Михаил Петрович
Михаил Петрович Варавва (1841, Херсонская губерния — 1918) — российский биолог (ботаник, зоолог), минералог, педагог.
Известен как автор многократно переиздававшихся учебников по различным разделам естествознания, а также как один из организаторов Педагогического общества Московского университета.

## Биография
Родился в 1841 году в Херсонской губернии в дворянской семье. Учился в Бендерах, в местном уездном училище, затем в Кишинёвской гимназии, по окончании которой поступил на естественно-историческое отделение физико-математического факультета Императорского Московского университета. Окончил его в 1868 году, с этого же года начал работать преподавателем: сначала воспитателем во Владимире, в местной гимназии, с 1869 года — учителем географии в местной гимназии в Смоленске.
В 1872 году начал преподавать естественную историю и педагогику в Московском учительском институте, при этом в 1874 году был послан в командировку в Германию и Швейцарию, где занимался изучением опыта работы учительских семинарий.
С середины 1870-х годов стали выходить учебные пособия (руководства и учебники) Вараввы для низших и средних учебных заведений: как по различным разделам естествознания («Ботаника», «Минералогия», «Анатомия и физиология человека»), так и обобщённые курсы. Все эти пособия издавались по многу раз, при этом «Краткий курс естественной истории : Курс 1 и 2 года» выдержал 18 изданий.
В 1886 году основал в Москве ежемесячного научно-популярный и педагогический журнал «Естествознание и География», был его редактором-издателем. Журнал издавался до 1918 года, в нём публиковались статьи крупнейших российских биологов и географов; кроме того, часть материалов была посвящена методологическим вопросам преподавания естествознания. В словаре «Русские ботаники» (1947) журнал назван «прекрасным по своему времени».
Варавва стал одним из организаторов Педагогического общества Московского университета — научно-педагогической и просветительской организации, которая была создана в 1898 году для разработки методологических основ преподавания и содействия «лицам, посвящающим себя педагогической деятельности». Он возглавил одно из шести отделений Общества — преподавателей естественной истории. Был также членом Московского общества распространения естественнонаучных знаний.
Известен также своим энтомологическим исследованием «К вопросу о цикадах», написанным на основании биологических наблюдений над цикадами, которые были проведены Вараввой в 1886 году в Крыму по предложению известного зоолога Анатолия Петровича Богданова.
Архив М. П. Вараввы хранится в Фонде Научно-исследовательского отдела рукописей Российской государственной библиотеки.

## Семья
- Отец: Варавва Пётр Семёнович[7]
- Жена: Варавва (урожд. Высоцкая) Софья Елизаровна (ум. 25 сентября 1887)[7]